# Billy Dunlop
Billy Dunlop, né le 11 août 1874 à Kilmarnock (Écosse), mort le 28 novembre 1941 à Sunderland (Angleterre), était un footballeur écossais, qui évoluait au poste de défenseur à Liverpool et en équipe d'Écosse. 
Dunlop n'a marqué aucun but lors de son unique sélection avec l'équipe d'Écosse en 1906.

## Carrière
- 1892-1893 :  Kilmarnock
- 1893-1895 :  Paisley Abercorn
- 1895-1909 :  Liverpool

## Palmarès

### En équipe nationale
- 1 sélections et 0 but avec l'équipe d'Écosse en 1906

### Avec Liverpool
- Vainqueur du Championnat d'Angleterre de football en 1901 et 1906
- Vainqueur du Championnat d'Angleterre de football D2 en 1896 et 1905